# Bonyhádvarasd
Bonyhádvarasd is een plaats (község) en gemeente in het Hongaarse comitaat Tolna. Bonyhádvarasd telt 497 inwoners (2001).